# Championnat d'Espagne féminin de hockey sur glace
La Liga Iberdrola de Hockey Hielo est le nom du championnat d'Espagne féminin de hockey sur glace, organisée annuellement depuis la saison 2008-2009 par la Federación Española de Deportes de Hielo. Le championnat a été renommé pour la saison 2017-2018 à la suite du partenariat avec le géant espagnol de l'énergie Iberdrola, il était auparavant connu sous le nom de Liga Nacional de Hockey Hielo Femenino.

## Historique
En 2008, la fédération d'Espagne des sports de glace organise le premier championnat de hockey sur glace féminin. Quatre clubs y prennent part : l'AFER Gasteiz, le Club Hielo Jaca, le SAD Majadahonda et le CG Puigcerdà. En cours de saison, les Valladolid Panteras, une équipe d'inline hockey, les rejoignent. Bien que n'ayant pas de glace pour pratiquer, les forçant donc à jouer toutes leurs parties à l'extérieur, elles dominent leurs adversaires et décrochent le premier titre,.
Pour la seconde édition, Jaca ne s'engage pas tandis que l'AFER met fin à ses activités et est remplacé par le Club Deportivo Sumendi Hockey, un club d'inline hockey de Vitoria-Gasteiz qui intègre désormais le hockey sur glace et aligne une équipe commune avec le Milenio Club Patín Logroño. En cours de saison, Puigcerdà se retire. Comme l'année précédente, les Panteras se prouvent trop fortes pour l'opposition et remporte le second titre, réalisant un doublé inline-glace,.
La saison 2010-2011 débute avec les trois même équipes, à la seule différence que Logroño s'aligne seul. De nouveau, Valladolid domine la compétition et réalise son second doublé consécutif,.

## Format de la compétition
La saison est partagée en cinq journées. Au cours de chaque journée, les équipes s'affrontent toutes une fois. À l'issue de la saison, celle qui compte le plus de points remporte le titre.

## Équipes pour la saison 2018-2019
- SAD Majadahonda
- CD Sumendi
- Steel Acorn Valdemoro
- CH Txuri Urdin
- CH Artic Huarte
- Milenio Panthers LOGROÑO
- CH Jaca
- Granada Grizzlies

### Anciennes équipes
- - ASME Barcelona Ice Blue Cats
  - Kazkabarra
  - CH Boadilla

## Palmarès
- 2008-2009 - Valladolid Panteras
- 2009-2010 - Valladolid Panteras
- 2010-2011 - Valladolid Panteras
- 2011-2012 - Valladolid Panteras
- 2012-2013 - SAD Majadahonda
- 2013-2014 - SAD Majadahonda
- 2014-2015 - SAD Majadahonda
- 2015-2016 - ASME Barcelona Ice Blue Cats
- 2016-2017 - SAD Majadahonda
- 2017-2018 - SAD Majadahonda
- 2018-2019 - SAD Majadahonda

## Coupe d'Espagne
La Copa de España de Hockey Hielo Femenino est une partie clôturant la saison. Elle oppose l'équipe championne à celle vice-championne.
- 2008 - SAD Majadahonda
- 2009 - SAD Majadahonda[3]
- 2010 - SAD Majadahonda[6]
- 2011 - Valladolid Panteras[8]
- 2012 - SAD Majadahonda
- 2013 - Valladolid Panteras
- 2014 - SAD Majadahonda
- 2015 - SAD Majadahonda
- 2016 - ASME Barcelona Ice Blue Cats
- 2017 - SAD Majadahonda
- 2018 - SAD Majadahonda
- 2019 - SAD Majadahonda